# Хмарівка (Гайсинський район)
Хма́рівка — село в Україні, у Джулинській сільській громаді Гайсинського району Вінницької області.

## Історія
За давньою легендою село Хмарівка заснував козак на ім’я Хмара. Було це в давні часи, він їхав здалеку і дуже втомився, з'їхав в долину до річки, напоїв коня, сам відпочив і дуже сподобалося йому це місце. Мальовнича природа, верби над водою, тихо, привітно. От і вирішив він тут залишитись. Так і зробив, поставив собі хатину і став жити. Помалу до нього почали приєднуватися й інші люди, почали будувати домівки інших мешканців і поселення стало збільшуватися. Так утворилося село, а в честь першого козака-поселенця, козака Хмари, всі стали називати це село Хмарівкою. Судячи з легенди люди тут жили дуже давно, але жодних письмових свідчень про ті далекі часи не залишилося.
Козак Хмара та його нащадки недовго, напевне тішилися волею, бо згодом село одержало своїх господарів. Одними з господарів були сім'ї панів Потоцьких, Ліпковських.
Кріпосницька система, яка була гальмом на шляху до економічного розвитку, почала розпадатися ще в половині XIX століття, а вже в 1861 році кріпосне право було скасоване.
Після реформи 1861 року з'явилися заможні селяни. Головною сільськогосподарською культурою для вирощування стає пшениця. В 1930 році відбулась колективізація. Перший колгосп називався «Ударник» і першим головою був Шевчук Тодосій Андрійович.
Працювали дуже важко в полі: з 4 ранку і до 12 години ночі. Все робили вручну: косили, в'язали, коровами орали. На один трудодень давали по 300 г хліба (зерна).
При розрахунку з колгоспником відраховувалися податки, які були великими; виходило, що люди були винні ще в колгосп. Люди харчувалися так: пекли кукурудзяний хліб, кабаки, буряки.
1933 рік був посушливим, в результаті чого був недорід, від колгоспу нічого люди не отримали і почався голод. Коли почався голод, люди їли все підряд: копали коріння, зривали з дерев бруньки. Сушили, товкли в ступі, перемішували з розтертими жолудями і пекли такі коржі. Як почала рости трава, то їли траву. В річці ловили все, що шевелилось: від риби до жаб. Під час голодомору у 1932–1933 роках, проведеного радянською владою, загинуло 92 особи.
Коли розпочалася Друга світова війна, багато односельчан пішло на захист своєї країни. Сільську молодь почали відправляти на каторжні роботи в Німеччину. Фашисти ходили по хатах, забирали в людей їжу.
Після визволення від фашистських загарбників розпочалася відбудова господарства.
В 1946-1947 роках селян спіткали знову випробовування голодом. Громадська худоба гинула. В основному тягар в землеробстві лягав на корови і плечі колгоспників: орали коровами, а боронували самі. Коли в посушливий 1946 рік було зібрано невеликий урожай і те зерно, минаючи колгоспну комору, вивозили прямо на елеватор. Вимітали і те, що селянин виростив у себе на присадибній ділянці. Повторювався сценарій 1933 року, такі ж податки, така ж хлібозаготівля.
Низька культура землеробства, слабка технічна база колгоспів, підірвана війною, згубна для селян політика примусової хлібозаготівлі викликали продовольчі труднощі 1946-1947 р.р. Люди масово почали кидати свої домівки в пошуках кращого життя. Їх можна було зустріти на території Тернопільської, Волинської, Львівської та інших західних областей України. Місцеве населення співчутливо ставилося до побратимів, ділилося з ними хлібом-сіллю. Зупинити людський потік, що плив у Західну Україну, нікому не вдалося. Як свідчать архівні документи, трудящі Вінниччини отримали в 1947 році від своїх західноукраїнських побратимів значну матеріальну допомогу, що обчислювалася сотнями тонн зерна.
12 червня 2020 року, відповідно розпорядження Кабінету Міністрів України № 707-р «Про визначення адміністративних центрів та затвердження територій територіальних громад Вінницької області», село увійшло до складу Джулинської сільської громади.
19 липня 2020 року, в результаті адміністративно-територіальної реформи і ліквідації Бершадського району, село увійшло до складу Гайсинського району.

## Населення

### Мова
Розподіл населення за рідною мовою за даними :
| Мова            | Кількість | Відсоток |
| --------------- | --------- | -------- |
| українська      | 582       | 99.49%   |
| інші/не вказали | 3         | 0.51%    |
| Усього          | 585       | 100%     |

## Соціальна структура
Соціальна структура складається із загальноосвітньої школи I-II ступенів, ФАПу, бібліотеки, дитячого садка.